# العلاقات الرومانية الهايتية
العلاقات الرومانية الهايتية هي العلاقات الثنائية التي تجمع بين رومانيا وهايتي.

## مقارنة بين البلدين
هذه مقارنة عامة ومرجعية للدولتين:
| وجه المقارنة                                              | رومانيا                                                                               | هايتي                                |
| --------------------------------------------------------- | ------------------------------------------------------------------------------------- | ------------------------------------ |
| المساحة (كم2)                                             | 238.40 ألف                                                                            | 27.75 ألف                            |
| عدد السكان (نسمة)                                         | 19.59 مليون                                                                           | 10.98 مليون                          |
| الكثافة السكانية (ن./كم²)                                 | 82.17                                                                                 | 395.68                               |
| العاصمة                                                   | بوخارست                                                                               | بورت أو برانس                        |
| اللغة الرسمية                                             | اللغة الرومانية                                                                       | لغة فرنسية، اللغة الكريولية الهايتية |
| العملة                                                    | ليو روماني                                                                            | جوردة هايتية                         |
| الناتج المحلي الإجمالي (بليون دولار)                      | 211.80 مليار                                                                          | 8.41 مليار                           |
| الناتج المحلي الإجمالي (تعادل القوة الشرائية) بليون دولار | 465.56 مليار                                                                          | 18.82 مليار                          |
| الناتج المحلي الإجمالي الاسمي للفرد دولار أمريكي          | 9.47 ألف                                                                              | 818                                  |
| الناتج المحلي الإجمالي للفرد دولار أمريكي                 | 23.63 ألف                                                                             | 1.73 ألف                             |
| مؤشر التنمية البشرية                                      | 0.793                                                                                 | 0.483                                |
| رمز المكالمات الدولي                                      | +40                                                                                   | +509                                 |
| رمز الإنترنت                                              | .ro                                                                                   | .ht                                  |
| المنطقة الزمنية                                           | ت ع م+02:00، ت ع م+03:00، أوروبا/بوخارست ‏، توقيت شرق أوروبا، توقيت شرق أوروبا الصيفي ‏ | 00                                   |

## منظمات دولية مشتركة
يشترك البلدان في عضوية مجموعة من المنظمات الدولية، منها:
| علم المنظمة | اسم المنظمة                               | تاريخ انضمام رومانيا | تاريخ انضمام هايتي |
| ----------- | ----------------------------------------- | -------------------- | ------------------ |
|             | مؤسسة التنمية الدولية                     | 12 أبريل 2014        | 13 يونيو 1961      |
|             | يونسكو                                    | 27 يوليو 1956        | 18 نوفمبر 1946     |
|             | مؤسسة التمويل الدولية                     | 23 سبتمبر 1990       | 20 يوليو 1956      |
|             | منظمة حظر الأسلحة الكيميائية              | ?                    | ?                  |
|             | الأمم المتحدة                             | 14 ديسمبر 1955       | 24 أكتوبر 1945     |
|             | الاتحاد الدولي للاتصالات                  | 9 فبراير 1866        | 10 أكتوبر 1927     |
|             | منظمة الشرطة الجنائية الدولية             | ?                    | ?                  |
|             | البنك الدولي للإنشاء والتعمير             | 15 ديسمبر 1972       | 8 سبتمبر 1953      |
|             | الاتحاد البريدي العالمي                   | ?                    | ?                  |
|             | المركز الدولي لتسوية المنازعات الاستشارية | 12 أكتوبر 1975       | 26 نوفمبر 2009     |
|             | وكالة ضمان الاستثمار متعدد الأطراف        | 10 سبتمبر 1992       | 11 ديسمبر 1996     |
|             | منظمة التجارة العالمية                    | 1995                 | ?                  |

## وصلات خارجية
- موقع وزارة الخارجية الرومانية
- موقع وزارة الخارجية الهايتية